# Savoy Records

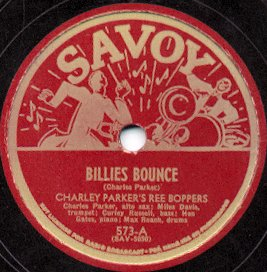
USA Savoy de la década de 1940

Savoy Records es un sello discográfico estadounidense fundado en 1942 por Herman Lubinsky y especializado en Jazz, R&B y Gospel.
Desde 2009, pertenece a Columbia Music Entertainment of Japan.

## Artistas que han grabado para Savoy
- Erroll Garner
- Cannonball Adderley
- Solomon Burke
- Donald Byrd
- John Coltrane
- Miles Davis
- Kenny Dorham
- Booker Ervin
- Tommy Flanagan
- Curtis Fuller
- Stan Getz
- Dexter Gordon[1]
- Wilbert Harrison
- Milt Jackson
- J. J. Johnson
- Yusef Lateef
- Big Jay McNeely
- Charles Mingus
- Hank Mobley
- Lee Morgan
- Fats Navarro
- Charlie Parker[2]
- Jimmy Scott
- Hal Singer
- The Temptations
- Lennie Tristano
- Clara Ward
- Albertina Walker
- Paul Williams
- Lester Young

## Filiales de Savoy Records
- Acorn Records (1949 - 1951)
- Gospel Records (1958 - early 1970s)
- Regent Records (1947 - 1964)
- Sharp Records (1960 - 1964)